# Fabio Miretti
Fabio Miretti, né le 3 août 2003 à Pignerol, est un footballeur italien qui évolue au poste de milieu de terrain au Genoa CFC, en prêt de la Juventus FC.

## Biographie

### Carrière en club
Fabio Miretti fait ses débuts en équipe senior le 8 décembre 2021, remplaçant Rodrigo Bentancur lors du dernier match de poule de la Juventus en Ligue des champions, une victoire 1-0 contre Malmö qui permet aux turinois de prendre la première place de leur groupe devant Chelsea.
Il est titularisé pour la première fois avec la Juventus le 1er mai 2022, contre le Venise Football Club (victoire 2-1 de la Juventus). En juillet 2024, il prolonge son contrat jusqu'en 2028.

### Carrière en sélection
Avec les moins de 16 ans, il marque un doublé lors d'un match amical contre l'Ukraine, le 23 octobre 2018 (victoire 4-1).
Avec les moins de 17 ans, il marque un nouveau doublé lors d'un match contre la Turquie, le 30 octobre 2019. Ce match gagné 0-4 rentre dans le cadre des éliminatoires du championnat d'Europe 2020.
Le 25 mai 2022, il est convoqué pour la première fois par Roberto Mancini avec la Squadra Azzura.

## Statistiques
| Saison                | Club                  | Championnat           | Championnat | Championnat | Championnat | Coupe(s) nationale(s) | Coupe(s) nationale(s) | Coupe(s) nationale(s) | Supercoupe | Supercoupe | Supercoupe | Compétition(s) continentale(s) | Compétition(s) continentale(s) | Compétition(s) continentale(s) | Compétition(s) continentale(s) | Italie | Italie | Italie | Total | Total | Total |
| Saison                | Club                  | Division              | M.          | B.          | P.d.        | M.                    | B.                    | P.d.                  | M.         | B.         | P.d.       | Comp.                          | M.                             | B.                             | P.d.                           | M.     | B.     | P.d.   | M.    | B.    | P.d.  |
| 2021-2022             | Juventus              | Serie A               | 6           | 0           | 0           | -                     | -                     | -                     | -          | -          | -          | C1                             | 1                              | 0                              | 0                              | -      | -      | -      | 7     | 0     | 0     |
| 2022-2023             | Juventus              | Serie A               | 27          | 0           | 2           | 4                     | 0                     | 0                     | -          | -          | -          | C1+C3                          | 5+4                            | 0                              | 0                              | 1      | 0      | 0      | 41    | 0     | 2     |
| 2023-2024             | Juventus              | Serie A               | 25          | 1           | 1           | 3                     | 1                     | 0                     | -          | -          | -          | -                              | -                              | -                              | -                              | -      | -      | -      | 28    | 2     | 1     |
| Sous-total            | Sous-total            | Sous-total            | 58          | 1           | 3           | 7                     | 1                     | 0                     | -          | -          | -          | -                              | 10                             | 0                              | 0                              | 1      | 0      | 0      | 76    | 2     | 3     |
| 2024-2025             | Genoa CFC (prêt)      | Serie A               | 24          | 3           | 3           | 1                     | 0                     | 0                     | -          | -          | -          | -                              | -                              | -                              | -                              | -      | -      | -      | 25    | 3     | 3     |
| Total sur la carrière | Total sur la carrière | Total sur la carrière | 82          | 4           | 6           | 8                     | 1                     | 0                     | -          | -          | -          | -                              | 10                             | 0                              | 0                              | 1      | 0      | 0      | 101   | 5     | 6     |